# آن هیانگ
آن هیانگ (انگلیسی: An Hyang; ۱ ژانویهٔ ۱۲۴۳ – ۱ ژانویهٔ ۱۳۰۶) فیلسوف، و نویسنده اهل گوریو بود که پدر نئو کنفسیوسیسم کره (کشور) شناخته می‌شود.
او در سال ۱۲۴۳ در بخش جنوب شرقی کره پا به عرصه گیتی نهاد. آن هیانگ نوجوانی بود که به خاطر مطالعات ژرف و رفتارهای خوب شناخته می‌شد. پیشه آکادمیک وی در سنین نوجوانیش شروع شد و او در سن ۱۸ سالگی آزمون ملی انتخاب مقامات دولتی را با بالاترین نمره در میان همکلاسی‌هایش گذراند و سپس حرفه خدمات مدنی آن هیانگ آغاز گردید. اما گوریو در آن زمان در میانه تهاجمی از سوی دودمان یوان (چین) قرار داشت. یوان سلسله‌ای است که توسط قوبلای خان تأسیس شده بود. دربار گوریو که به منظور مصون ماندن از حملات مغول‌ها به جزیره گانگوا فرار کرده بود، بر سر بازگشت به پایتخت سابق در که‌سونگ دچار اختلاف نظرهایی بود. پادشاه ون جونگ و پیروانش در نظر داشتند به پایتخت سابق برگردند، در حالیکه افسران نظامی قویا با این انتقال مخالفت می‌کردند. آنان اقدام به این انتقال را معادل تسلیم شدن به امپراتوری یوان می‌دانستند. به این خاطر بود که آن هیانگ مجبور شد برای مدتی در جزیره گانگوا بماند.
او در ۳۶ سالگی به منظور تعلیم دانش آموزان به مؤسسه آموزشی ملی گوریو یا گوک جاگام پیوست. وی در سال ۱۲۸۹ به عنوان بخشی از از یک گروه اعزامی به سرپرستی ولیعهد وقت چانگ سون از پایتخت دودمان یوان بازدید کرد. یکسال بعد آن هیانگ از چین رونوشت کتاب بسیار ویژه ای با خود به همراه آورد.

## ترویج نئو کنفسیوسیسم در کره
کتابی که آن هیانگ از چین آورده بود یک رونوشت دست‌نویس از مجموعه ای از آثار ژو ژی عالم مشهور نئو کنفسیوسیسمی بود. نئو کنفسیوسیسم به بچه‌ها یاد می‌داد تا والدین خود را دوست بدارند و به رعایا می‌آموخت تا به پادشاه خویش وفادار بمانند. همچنین به مردم یاد می‌داد تا خانواده را با عشق مدیریت و با همنوعانشان با صداقت رفتار کنند و به گونه ای آموزش ببینند تا مؤدب باشند و با احتیاط رفتار کنند.
این آموزه‌ها آرامش و امید را به آن هیانگ هدیه داد که به خاطر رنج‌های مردم گوریو در اثر سه دهه یورش مغول‌ها در وضعیت روحی مناسبی قرار نداشت. او از آن زمان در چندین موقعیت از امپراتوری یوان بازدید کرد و رویه‌های آموزشی آنان را اتخاذ نمود. وی همچنین شاگردش را به منظور آوردن تصاویر کنفسیوس و ۷۲ تن از دانشجویانش به چین فرستاد. تلاش‌هایش به منظور ترویج نئو کنفسیوسیسم در گوریو شامل خرید دامنه گسترده‌ای از ابزار آلات موسیقایی، ظروف تشریفاتی، کتاب‌های باستانی کنفسیوسی و کتب تاریخی می‌شدند.